# Lazar Krstić
Lazar Krstić (Niš, 1984) srpski je ekonomista. On je od 26. avgusta 2013. do 12. jula 2014. vršio dužnost ministra finansija Srbije, prvo u vladi Ivice Dačića, a potom u vladi Aleksandra Vučića.

## Biografija
Krstić je član udruženja  MENSA. Nosilac je prestižne diplome sa američkog univerziteta Jejl. Pre sedam godina je svoje usluge ponudio vladi tadašnjeg premijera Vojislava Koštunice, ali je odbijen. Posle diplome na Jejlu je radio u njujorškoj konsultanskoj firmi McKinsey & Company.
Ostavku je obrazložio time što je premijer Vučić odbio njegove predloge mera štednje, koje je trebalo da poboljšaju finansijsku situaciju Srbije, a koje su uključivale masovna otpuštanja državnih službenika, smanjenje penzija i povećanje cena električne energije.
Govori engleski, francuski i nemački jezik.

## Spoljašnje veze
- Od tvrdog srca do velike karijere („Politika“, 6. februar 2016)